# Gary Stempel
Gary Stempel (ur. 26 stycznia 1957 w mieście Panama) – panamski trener piłkarski. Posiada również obywatelstwo brytyjskie.

## Kariera
Karierę jako trener Stempel rozpoczął w 1996 roku w zespole San Francisco FC. W sezonie 2005 wywalczył z nim mistrzostwo fazy Clausura, w sezonie 2006 mistrzostwo fazy Apertura, a w sezonie 2007 ponownie mistrzostwo Apertura. W San Francisco pracował przez 11 lat. W międzyczasie był selekcjonerem reprezentacji Panamy U-20 oraz U-23.
W 2007 roku Stempel był trenerem salwadorskiego zespołu Águila. W 2008 roku został selekcjonerem reprezentacji Panamy. W 2009 roku wziął z nią udział w Złotym Pucharze CONCACAF. Panama rozegrała na nim 4 spotkania: z Gwadelupą (1:2), Meksykiem (1:1), Nikaraguą (4:0) oraz Stanami Zjednoczonymi (1:2), po czym zakończyła turniej na ćwierćfinale.
W 2010 roku Stempel wrócił do San Francisco FC. W sezonie 2010/2011 wywalczył z nim mistrzostwo fazy Clausura. W 2011 roku objął posadę selekcjonera reprezentacji Gwatemali U-17.